# Wlodek Kofman
Wlodek Kofman, właśc. Włodzimierz Kofman (ur. 14 stycznia 1945 w Leningradzie) – polski fizyk, astronom i informatyk, inżynier, profesor nauk fizycznych, pracownik naukowy Centrum Badań Kosmicznych PAN oraz dyrektor do spraw badań w Institut de Planétologie et d'Astrophysique w Grenoble, laureat wielu nagród i wyróżnień.

## Życiorys
Jest bratem Jana Kofmana. Jego ojciec, Józef Kofman był w latach 1949–1954 sekretarzem  Centralnej Rady Związków Zawodowych, w latach 1960–1968 zastępcą przewodniczącego Komitetu Pracy i Płac.
W 1962 należał do założycieli Klubu Poszukiwaczy Sprzeczności (z Adamem Michnikiem, Janem Grossem, Aleksandrem Perskim), był członkiem jego zarządu. Uczęszczał do liceum im. Gottwalda w Warszawie. Był studentem Wydziału Elektroniki Politechniki Warszawskiej. Był wówczas razem z Adamem Michnikiem członkiem kilkuosobowej studenckiej grupy kształceniowej. 8 marca 1968 obronił pracę dyplomową, dzień później zorganizował spotkanie towarzyskie, na którym skoncentrowano się na przebiegu mającej miejsce również 8 marca 1968 demonstracji studenckiej rozbitej przez milicję. Władze PRL potraktowały to spotkanie jako zgromadzenie mające na celu popełnienie przestępstwa, w wyniku czego został 20 marca 1968 zatrzymany, ale ostatecznie zwolniony bez procesu 2 sierpnia 1968. W 1969 wyemigrował, w 1973 został wpisany do indeksu osób niepożądanych w PRL.
Na emigracji zamieszkał w Grenoble, obronił pracę doktorską z geofizyki.
Od 1976 pracował w CNRS, w latach 1999–2007 był dyrektorem Institut de Planétologie et d'Astrophysique w Grenoble, następnie pełnił stanowisko dyrektora ds. badań. W 2012 został także profesorem w Centrum Badań Kosmicznych Polskiej Akademii Nauk.
W 2015 prezydent RP Bronisław Komorowski nadał mu tytuł naukowy profesora nauk fizycznych.
W swoich badaniach zajmował się m.in. badaniami nad termosferą, jonosferą i zorzą polarną, a następnie badaniami nad planetami i kometami, m.in. kierował programem CONSERT w ramach misji Rosetty, uczestniczył w badaniach Marsa za pomocą za pomocą radarów niskiej częstotliwości MARSIS, w ramach misji Mars Express, a także w przygotowaniu eksperymentu w ramach nieudanej misji Mars 96.

### Odznaczenia i wyróżnienia
- honorowe członkostwo brytyjskiego Królewskiego Towarzystwa Astronomicznego (2010)[15]
- kawaler Legii Honorowej (2015)[17]
- medal CNFRS URSI-France (2016)[16]
- Nagroda im. André Lallemanda, przyznana przez Francuską Akademię Nauk (2018) -  za osiągnięcia w dziedzinie badań kosmicznych, w szczególności zaś za wkład w badania Marsa i komety 67P/Czuriumow-Gierasimienko. Doceniono m.in. jego dokonania w zakresie nowatorskiego zastosowania tomografii radarowej do badania wnętrza komet[15]
- jego imieniem nazwano planetoidę (13368) Wlodekofman[15].